# Touria El Glaoui
Pour les articles homonymes, voir El Glaoui.
Touria El Glaoui, née en 1974, est une entrepreneure franco-marocaine, fondatrice de la foire d'art contemporain africain 1-54, qui se tient chaque année à Londres, New York et Marrakech. Elle s’emploie à favoriser l’émergence d’un marché et à faire connaître l’art contemporain africain au niveau international.

## Biographie
Née en 1974 à Casablanca, elle est la fille du peintre Hassan El Glaoui et de l’ancienne mannequin de Givenchy, Christine Legendre. Elle est également la petite-fille de Thami El Glaoui, pacha de Marrakech, qui joua un rôle politique et militaire significatif au Maroc, dans la première moitié du XXe siècle (jusqu’à sa mort en 1956).
Son enfance a pour cadre Rabat. Elle est scolarisée au Collège royal. Elle étudie à New York, à l'université Pace, la gestion stratégique et les affaires internationales. 
Elle travaille d'abord pour la banque d’investissement Salomon Smith Barney, où elle occupe le poste de conseillère en gestion de patrimoine, avant de déménager à Londres en 2001 où elle rejoint le groupe Cisco Systems. Amenée à parcourir le continent africain et le Moyen-Orient dans le cadre de ce poste, elle s’intéresse à l’art et aux créateurs. Elle organise une exposition sur les relations entre Winston Churchill et son père, à Londres et à Marrakech. 
Elle quitte ses fonctions en 2013 afin de créer 1-54 Contemporary African Art Fair, dont la première édition se tient à Londres en octobre 2013, à Somerset House. Elle développe ensuite cette foire à New York, où elle se tient annuellement depuis 2015, et à Marrakech, depuis 2018.
Elle donne également des conférences et préside des débats, notamment sur l'art africain contemporain . En parallèle, Touria El Glaaoui est  membre du conseil consultatif de Christie's Education à Londres.